# Have You Ever Been (To Electric Ladyland)
Pistes de Electric Ladyland
...And the Gods Made Love Crosstown Traffic
Have You Ever Been (To Electric Ladyland) est une chanson du groupe de rock anglo-américain Jimi Hendrix Experience, présentée sur leur troisième album Electric Ladyland en 1968. Écrit et produit par le leader Jimi Hendrix, la chanson est la chanson titre de l'album, ainsi que la chanson d'ouverture après la courte intro instrumentale ...And the Gods Made Love.

## Enregistrement et production
L'enregistrement principal de la chanson a été produit au studio Record Plant à New York en mai ou juin 1968, Hendrix jouant la guitare, la basse et les pistes vocales, et Mitch Mitchell à la batterie et au tambourin. Comme pour le reste de l'album, la production était dirigée par Hendrix aidé par l'ingénieur du son Eddie Kramer et le propriétaire du studio Gary Kellgren. La chanson a été mixée au Record Plant le 7 juillet.
Une version alternative et instrumentale du morceau - surnommée Electric Lady Land - a également été enregistrée (une des sept prises de la chanson) au Record Plant le 14 juin 1968 par Hendrix accompagné de Buddy Miles à la batterie (bien que son jeu ait été plus tard retiré de l'enregistrement) et l'ingénieur du son Gary Kellgren; cette version a été publiée par Polydor Records en 1974 dans l'album studio posthume Loose Ends, produit par John Jansen, puis en 2000 dans le coffret The Jimi Hendrix Experience Box Set par la famille du guitariste sous le nom de Experience Hendrix LLC.

## Analyse artistique
Dans le livre Jimi Hendrix: Electric Gypsy, les auteurs Harry Shapiro et Caesar Glebbeek décrivent Electric Ladyland comme une "tournée magique et mystérieuse dans l'esprit des chansons Spanish Castle Magic [issue de Axis: Bold As Love] et The Stars That Play with Laughing Sam's Dice [face B du single Burning of the Midnight Lamp]", tout en comparant son schéma d'accords à celui du populaire Little Wing. Les paroles de la chanson, à l'instar de l'ensemble de l'album, aurait été inspiré par les pratiques infâmes d'Hendrix dans ses relations avec les femmes surnommées "Electric Ladies". Une de ses relations, celle avec Devon Wilson (une groupie bien connue de la scène rock des années 1960) aurait été parmi les inspirations pour les paroles. Le critique Matthew Greenwald du site Allmusic a suggéré que le morceau était influencé par le musicien soul Curtis Mayfield, « avec un côté nettement bluesy et psychédélique ».

## Personnel
- Jimi Hendrix –  chants, guitare, basse, production, mixage
- Mitch Mitchell –  batterie, tambourin
- Eddie Kramer –  ingénieur du son, mixage
- Gary Kellgren –  ingénieur du son

## Sources
- Gary Geldeart et Steve Rodham, Jimi Hendrix: The Studio Log – 2008 edition, Warrington, Cheshire, Jimpress, 2007
- Harry Shapiro et Caesar Glebbeek, Jimi Hendrix: Electric Gypsy, New York City, New York, St. Martin's Press, 1995